# Mauro Ranallo
Mauro Domenico Ranallo (Abbotsford, Columbia Británica; 21 de diciembre de 1969) es un anunciador y comentarista de lucha libre profesional canadiense. 
Inició su trabajo como anunciador a los 16 años de edad, reconocido por su estilo dramático en el que se le vio un avanzado vocabulario y metáforas profundas. Ha tenido experiencia en el fútbol canadiense, hockey sobre hielo, lucha libre profesional, boxeo, kick boxing y en eventos de artes marciales mixtas.
Es más conocido por su trabajo como comentarista para la PRIDE Fighting Championships, y más recientemente, el Showtime de Elite XC, Strikeforce, Showtime Championship Boxing, y la New Japan Pro Wrestling en la transmisión de AXS TV. 
Firmó contrato con la WWE como comentarista oficial de SmackDown Live desde enero de 2016, coincidiendo con la mudanza de transmisión de esta al USA Network.
El 22 de abril de 2017, se oficializó su salida de la empresa por mutuo acuerdo aunque los rumores aseguran de que Ranallo solicitó su salida debido a su relación laboral con JBL.
Como apunte personal de Mauro Ranallo, ha sido diagnosticado de trastorno bipolar.
EL 22 de junio de 2017, Ranallo se une oficialmente al equipo de WWE NXT.
El 31 de agosto de 2020, Ranallo anunció su salida de WWE en su página de Facebook, que WWE confirmó posteriormente en su sitio web.

## Premios
- Wrestling Observer Newsletter
  - Mejor comentador de televisión - 2015